# Coachella (festival)
Coachella (celým názvem „Coachella Valley Music and Arts Festival“) je americký hudební festival pořádaný tradičně v dubnu v části Sonorské pouště v Coachella Valley u města Indio v Kalifornii. Festival započal v roce 1999 a kromě vystoupení mnoha světově populárních hudebních interpretů je známý především svým vlivem na módní trendy, propagací současného umění a účastí velkého množství influencerů a světových celebrit včetně těch českých.

## Historie
Poprvé se festival konal v říjnu 1999 a organizovali ho Paul Tollett a Rick Van Santen z promotérské společnosti Goldenvoice. Cílem bylo vytvořit festival, který díky pestrému složení interpretů přiláká co nejvíce diváků – na prvním ročníku vystupovali interpreti jako Beck, Morrissey, Rage Against The Machine, Chemical Brothers, Moby, Tool a další především žánrů indie rock, pop rock a elektronické taneční hudby. Coachella se měla podobat svým stylem evropským hudebním festivalům, poskytovat svým návštěvníkům komfortní a nekonfliktní prostor k odpočinku. To mělo být i protipólem ke slavnému festivalu Woodstock. Chemical Brothers na prvním ročníku v roce 1999 komentovali festival slovy: „Konáš pouť na tohle místo kvůli hudbě, aby ses dal dohromady s lidmi, které bys jinak nepoznal.“
První ročník byl ale prodělečný, v následujícím roce byl zrušen a druhý ročník se odehrál až roku 2001, přičemž festival trval pouze jeden den a byl opět prodělečný. Festival ale získával rychle na popularitě – zatímco v rámci prvního ročníku se prodalo pouze 25 tisíc vstupenek, v roce 2017 už se celého festivalu účastnilo 250 tisíc návštěvníků. V roce 2019 byly lístky na festival vyprodány během pouhé hodiny. Festival od roku 2012 trvá celé dva víkendy a od svého prvního ročníku se také výrazně zvedla cena vstupného z původních 50 dolarů za vstupné i parkování (v té době třikrát levnější než festival Woodstock) na 429 dolarů (s možností VIP vstupného za 999 dolarů, které opravňuje ke vstupu do exkluzivních prostor festivalu). V roce 2019 bylo vstupné na jeden víkend v přepočtu na české koruny za 10 tisíc. Ceny přitom nezahrnují ubytování, jehož cena začíná v okolí festivalu na několika tisících dolarů.

## Zázemí festivalu
Festival je známý velkým zázemím pro své návštěvníky ať už ve formě široké nabídky občerstvení, tak uměleckého vyžití i mimo hudební scénu, vlastními obchody, hygienickým zázemím a dalším. Pět koncertních pódií nese názvy inspirované světovými pouštěmi: kromě dvou velkých pódií Coachella Stage a Outdoor Theatre jsou v areálu tři stany s názvy Mojave, Gobi a největší Sahara (se zaměřením na elektronickou hudbu).

## Galerie festivalu

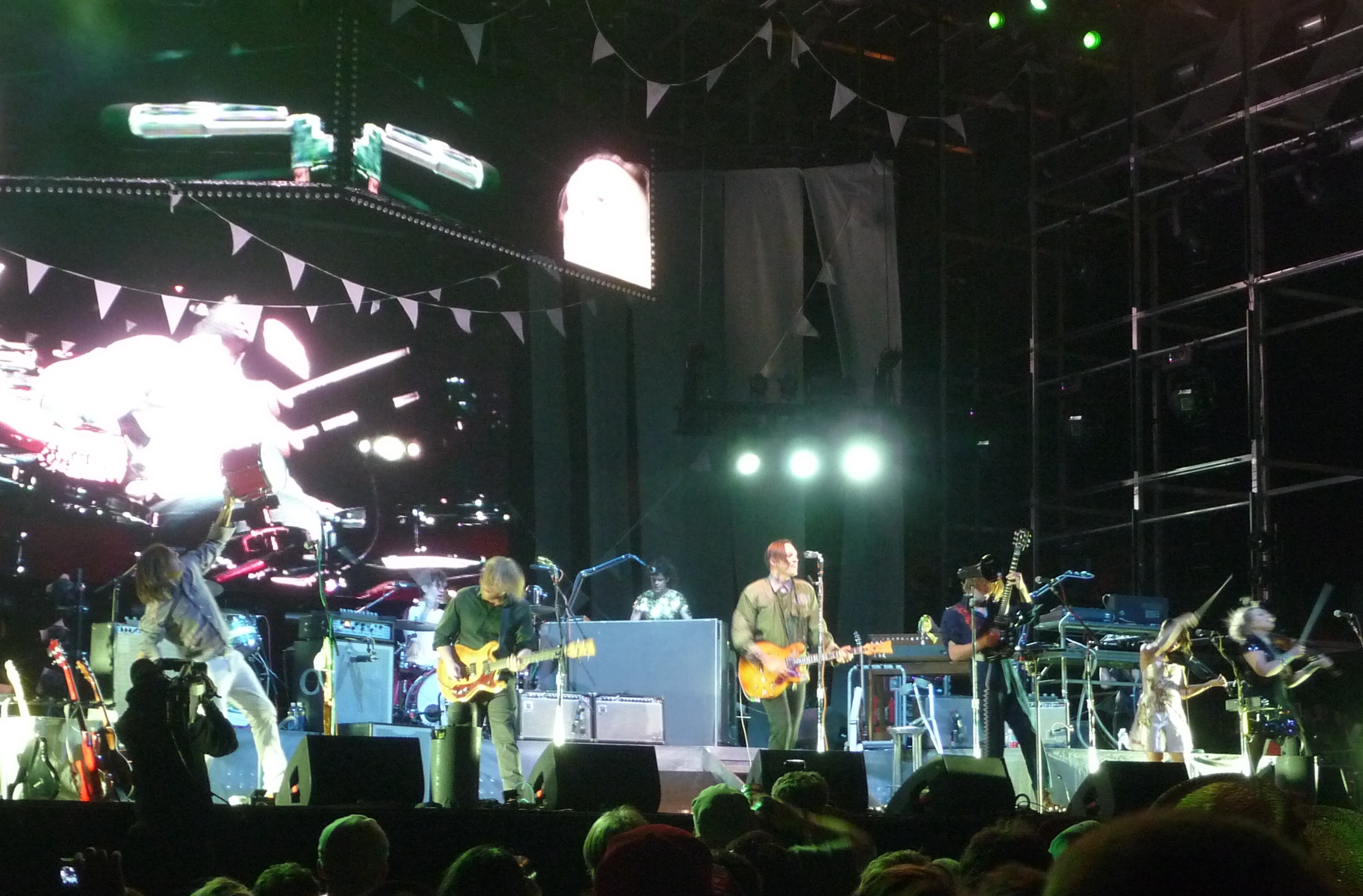
ročník 2011, Arcade Fire
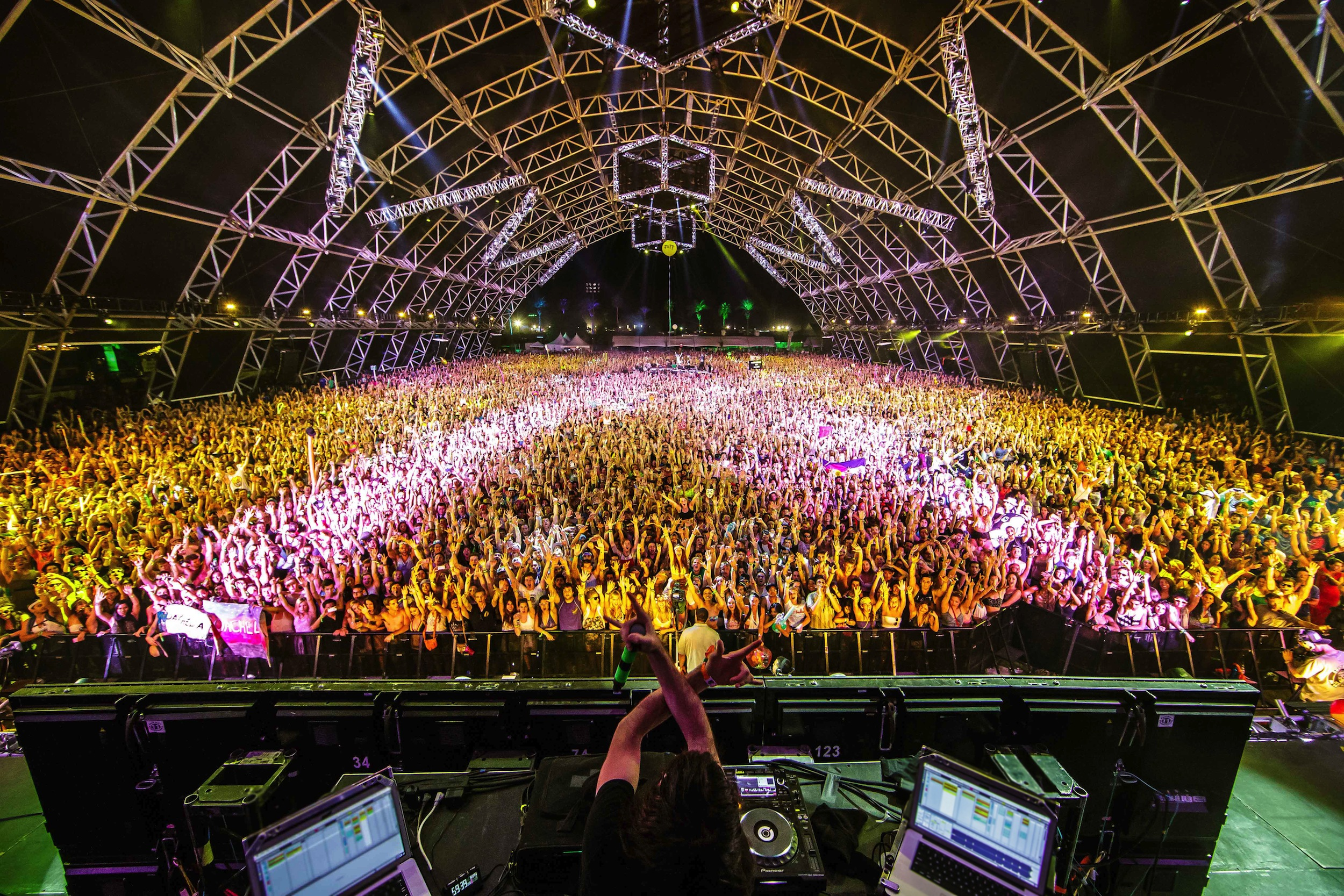
ročník 2013
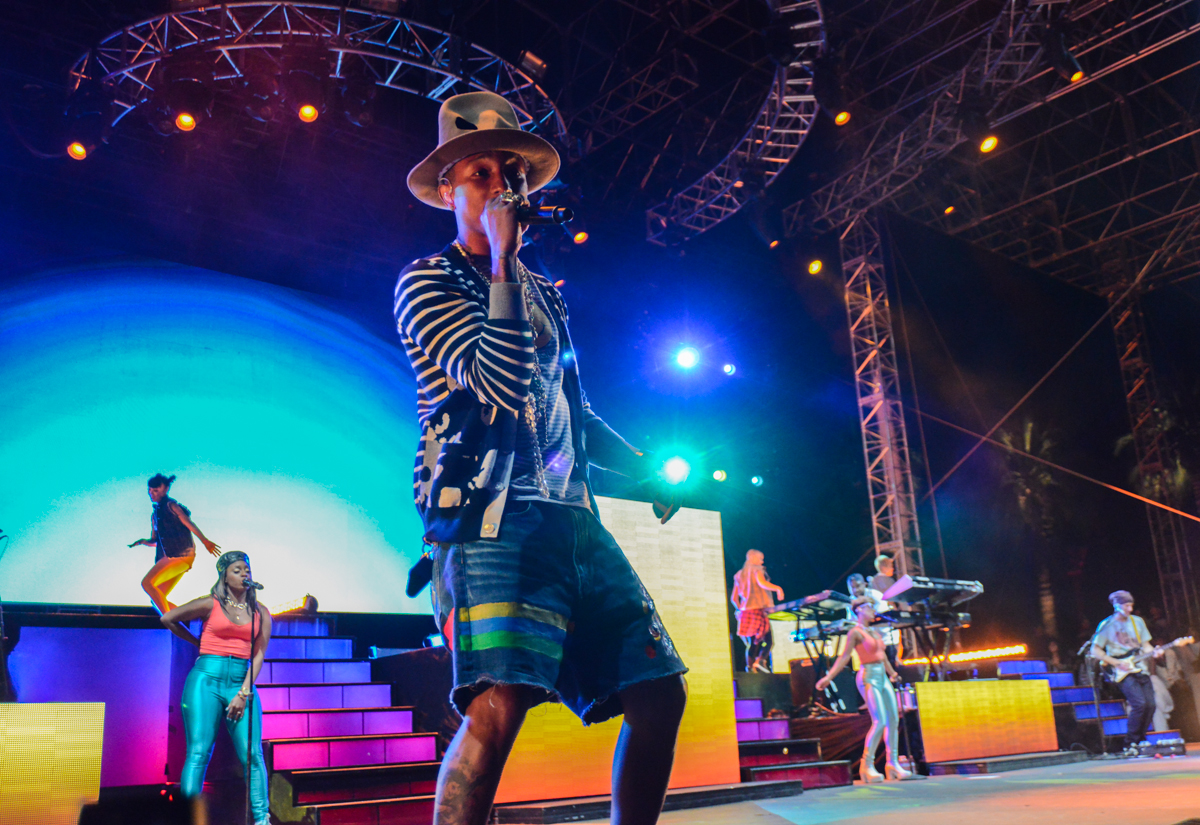
ročník 2014, Pharrell Williams
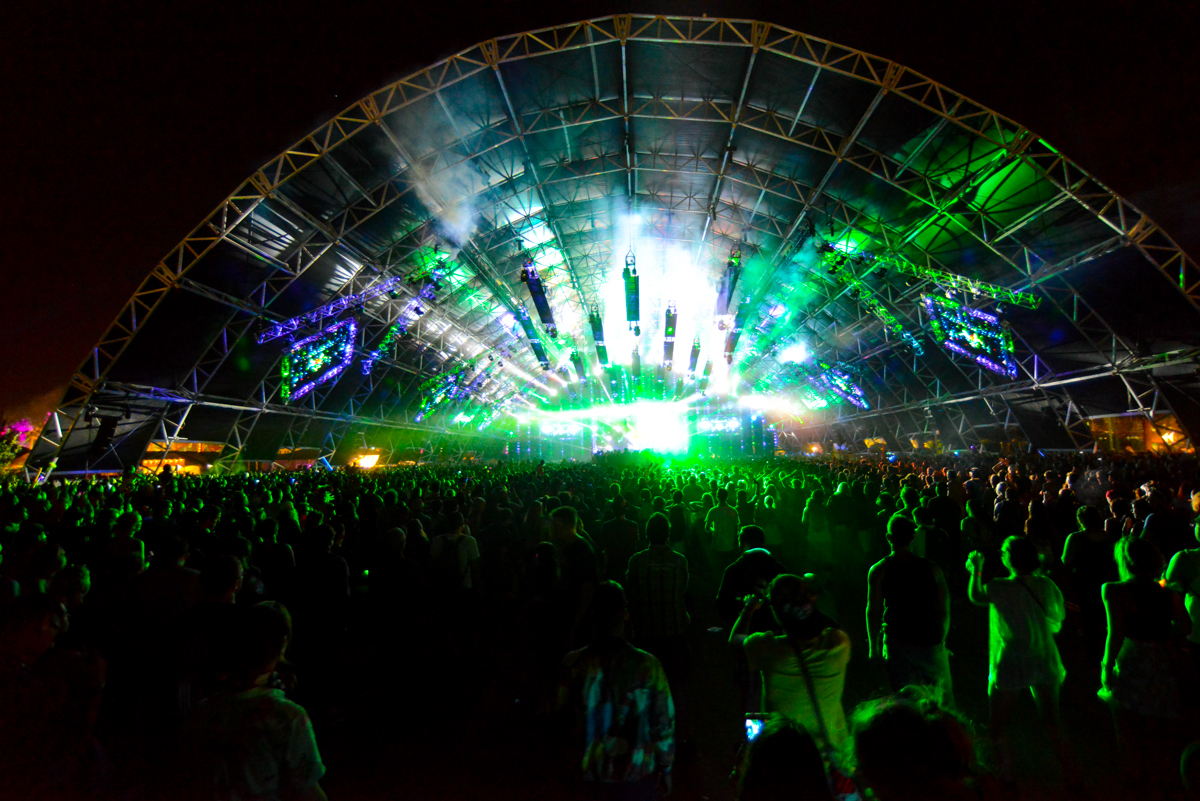
ročník 2014, stan Sahara
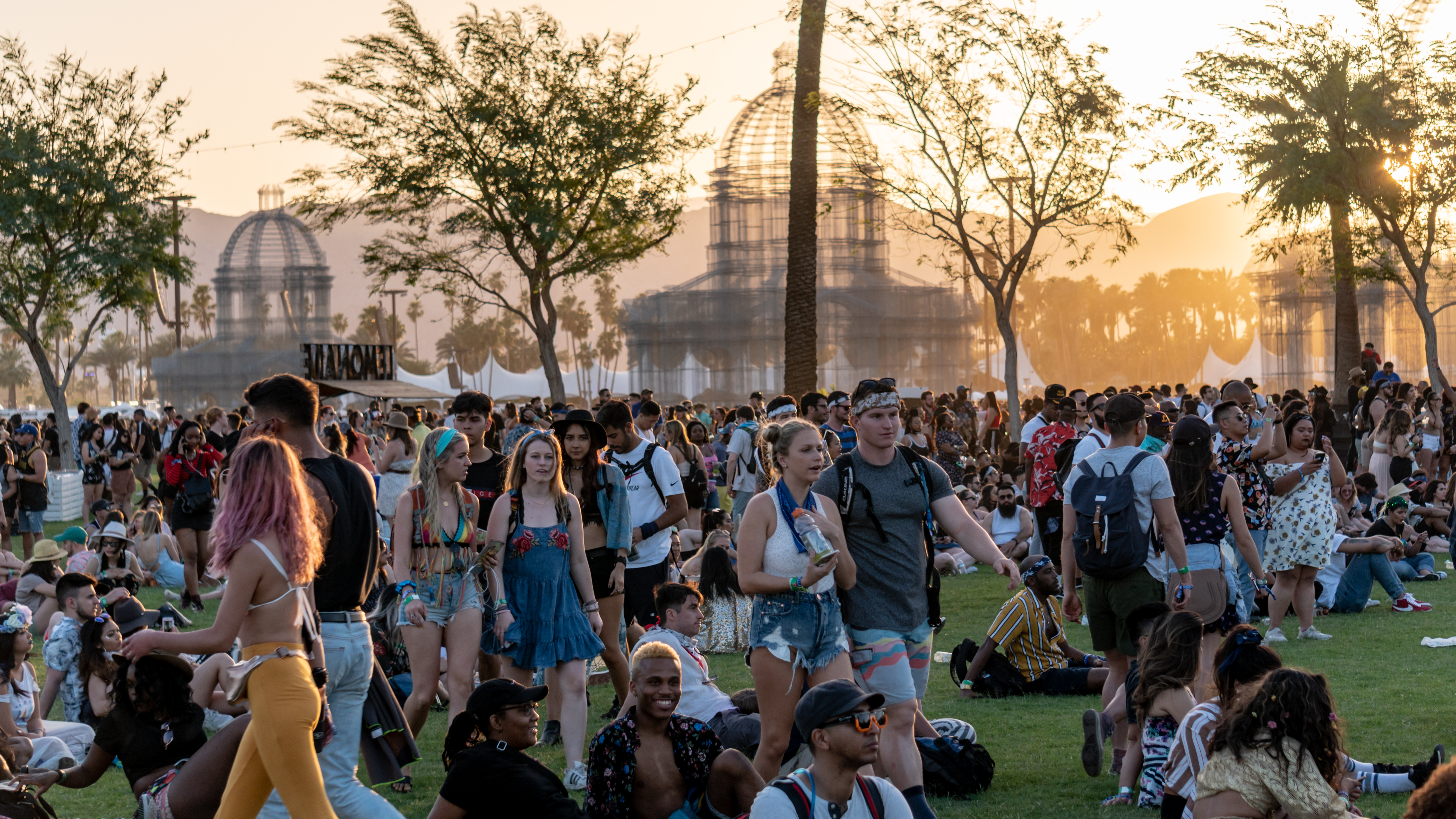
ročník 2018
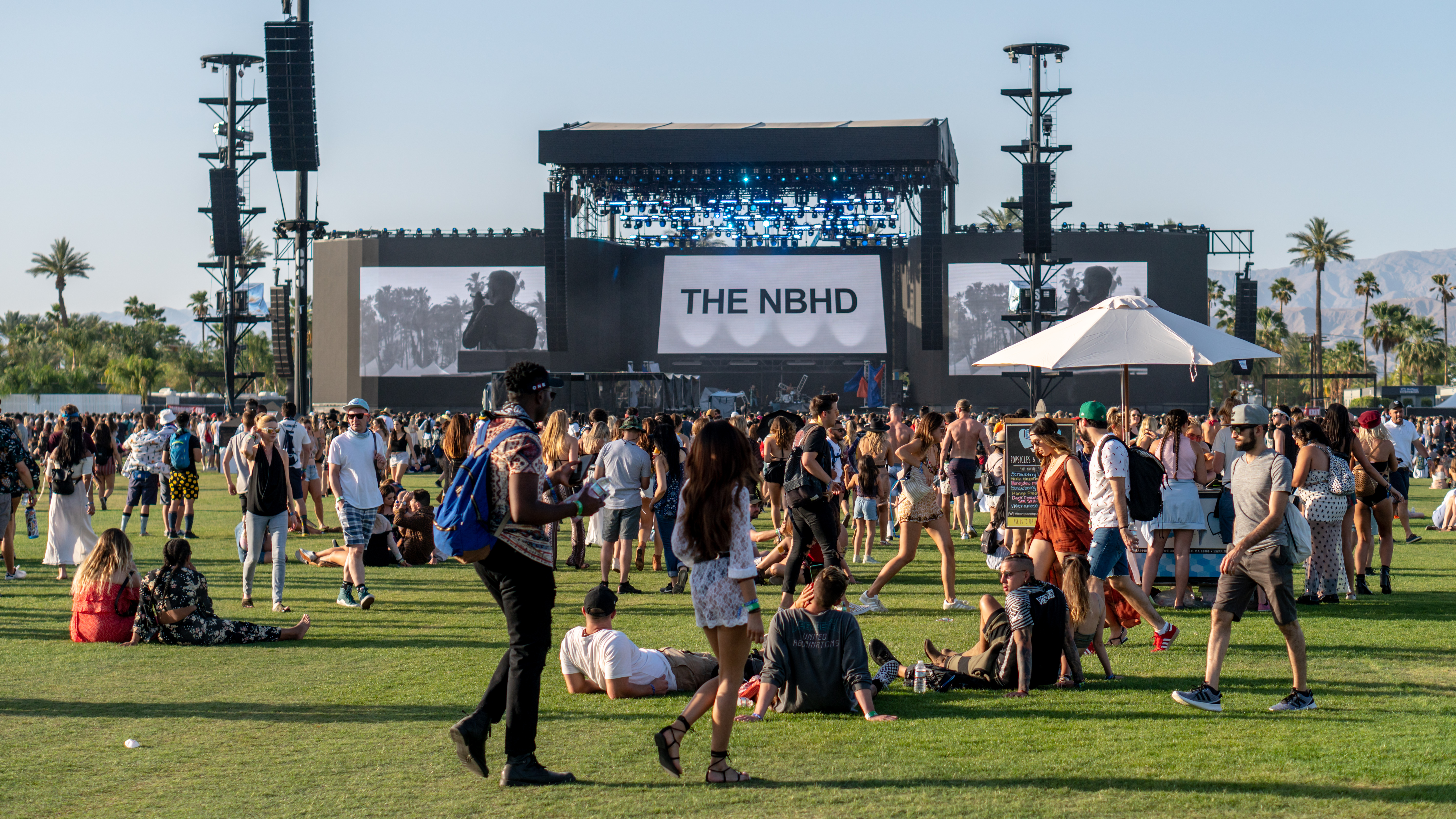
ročník 2018

## Přehled ročníků festivalu
Ročník 2020 byl odložen z původních dvou dubnových víkendů na říjen kvůli probíhající pandemii koronaviru.
Ročník 2021 byl zrušen kvůli probíhající pandemii koronaviru.  
| Ročník | Rok  | Datum                   | Hlavní účinkující                                          | Tržby           | Celková návštěvnost   | Průměrná denní návštěvnost |
| ------ | ---- | ----------------------- | ---------------------------------------------------------- | --------------- | --------------------- | -------------------------- |
| 1.     | 1999 | 9.–10. října            | Beck \| Tool \| Rage Against the Machine                   | —               | 37,000 (prodej)       | 18 500                     |
| 2.     | 2001 | 28. dubna               | Jane's Addiction                                           | —               | 32,000 (návštěvnost)  | 32 000                     |
| 3.     | 2002 | 27.–28. dubna           | Björk \| Oasis                                             | —               | 55,000 (návštěvnost)  | 27 500                     |
| 4.     | 2003 | 26.–27. dubna           | Beastie Boys \| Red Hot Chili Peppers                      | —               | 60,000 (návštěvnost)  | 30 000                     |
| 5.     | 2004 | 1.–2. května            | Radiohead \| The Cure                                      | —               | 110,000 (návštěvnost) | 55 000                     |
| 6.     | 2005 | 30. dubna – 1. května   | Coldplay \| Nine Inch Nails                                | —               | 100,000 (návštěvnost) | 50 000                     |
| 7.     | 2006 | 29.–30. dubna           | Depeche Mode \| Tool                                       | 9 milionů $     | 120,000 (návštěvnost) | 60 000                     |
| 8.     | 2007 | 27.–29. dubna           | Björk \| Red Hot Chili Peppers \| Rage Against the Machine | 16.3 milionů $  | 187,000 (návštěvnost) | 62 333                     |
| 9.     | 2008 | 25.–27. dubna           | Prince \| Roger Waters \| Jack Johnson                     | 13.8 milionů $  | 152,000 (návštěvnost) | 51 000                     |
| 10.    | 2009 | 17.–19. dubna           | Paul McCartney \| The Killers \| The Cure                  | 15.3 milionů $  | 153,000 (návštěvnost) | 51 000                     |
| 11.    | 2010 | 16.–18. dubna           | Jay-Z \| Muse \| Gorillaz                                  | 21.7 milionů $  | 225,000 (návštěvnost) | 75 000                     |
| 12.    | 2011 | 15.–17. dubna           | Kings of Leon \| Arcade Fire \| Kanye West / The Strokes   | 24.9 milionů $  | 225,000 (návštěvnost) | 75 000                     |
| 13.    | 2012 | 13.–15. / 20.–22. dubna | The Black Keys \| Radiohead \| Dr. Dre & Snoop Dogg        | 47.3 milionů $  | 158,000 (prodej)      | 79 000                     |
| 14.    | 2013 | 12.–14. / 19.–21. dubna | The Stone Roses / Blur \| Phoenix \| Red Hot Chili Peppers | 67.2 milionů $  | 180,000 (návštěvnost) | 90 000                     |
| 15.    | 2014 | 11.–13. / 18.–20. dubna | Outkast \| Muse \| Arcade Fire                             | 78.3 milionů $  | 579,000 (návštěvnost) | 96 500                     |
| 16.    | 2015 | 10.–12. / 17.–19. dubna | AC/DC \| Jack White \| Drake                               | 84.2 milionů $  | 198,000 (prodej)      | 99 000                     |
| 17.    | 2016 | 15.–17. / 22.–24. dubna | LCD Soundsystem \| Guns N' Roses \| Calvin Harris          | 94.2 milionů $  | 198,000 (prodej)      | 99 000                     |
| 18.    | 2017 | 14.–16. / 21.–23. dubna | Radiohead \| Lady Gaga \| Kendrick Lamar                   | 114.6 milionů $ | 250,000 (návštěvnost) | 125 000                    |
| 19.    | 2018 | 13.–15. / 20.–22. dubna | The Weeknd \| Beyoncé \| Eminem                            | —               | —                     | —                          |
| 20.    | 2019 | 12.–14. / 19.–21. dubna | Childish Gambino \| Tame Impala \| Ariana Grande           | —               | —                     | —                          |
| 21.    | 2020 | 9.–11. / 16.–18. října  | Rage Against the Machine \| Travis Scott \| Frank Ocean    | —               | —                     | —                          |
| 22.    | 2022 | 15.–17. / 22.–24. dubna | Billie Eilish \| Swedish House Mafia \| Kanye West         |                 |                       |                            |